# Воротар (фільм, 2015)
«Воротар» (англ. Keeper) — міжнародно-спродюсований драматичний фільм, знятий Гійомом Сене. Світова прем'єра стрічки відбулась 7 серпня 2015 року на Локарнському кінофестивалі. Фільм розповідає про двох підлітків, які збираються завести дитину.
«Воротар» був номінований на бельгійську національну кінопремію «Магрітт» у восьми категоріях, здобувши перемогу у трьох з них, у тому числі за найкращий перший фільм.

## У ролях
| Актор              | Роль           |
| ------------------ | -------------- |
| Кейсі Моттет Кляйн | Максим         |
| Галатея Беллуджі   | Мелані         |
| Летиція Дош        | мати Мелані    |
| Катрін Сале        | мати Максима   |
| Сем Ловік          | батько Максима |

## Визнання
| Нагороди та номінації фільму «Воротар» | Нагороди та номінації фільму «Воротар»          | Нагороди та номінації фільму «Воротар»            | Нагороди та номінації фільму «Воротар» | Нагороди та номінації фільму «Воротар» | Нагороди та номінації фільму «Воротар» |
| Рік                                    | Кінопремія / Кінофестиваль                      | Категорія / Нагорода                              | Номінант                               | Результат                              |                                        |
| -------------------------------------- | ----------------------------------------------- | ------------------------------------------------- | -------------------------------------- | -------------------------------------- | -------------------------------------- |
| 2016                                   | Локарнський кінофестиваль                       | Приз «Europa Cinemas Label»                       | «Воротар»                              | Перемога                               |                                        |
| 2016                                   | Локарнський кінофестиваль                       | «Золотий леопард» (Кінематографісти теперішнього) | «Воротар»                              | Номінація                              |                                        |
| 2016                                   | Київський міжнародний кінофестиваль «Молодість» | «Скіфський олень» за найкращий фільм              | «Воротар»                              | Номінація                              |                                        |
| 2017                                   | Премія «Магрітт»                                | Найкращий фільм                                   | «Воротар»                              | Номінація                              |                                        |
| 2017                                   | Премія «Магрітт»                                | Найкращий актор другого плану                     | Сем Ловік                              | Номінація                              |                                        |
| 2017                                   | Премія «Магрітт»                                | Найкраща акторка другого плану                    | Катрін Сале                            | Перемога                               |                                        |
| 2017                                   | Премія «Магрітт»                                | Найкращий оригінальний або адаптований сценарій   | Гійом Сене, Девід Ламберт              | Номінація                              |                                        |
| 2017                                   | Премія «Магрітт»                                | Найкращий перший фільм                            | «Воротар»                              | Перемога                               |                                        |
| 2017                                   | Премія «Магрітт»                                | Найкращі декорації                                | Флорін Діма                            | Номінація                              |                                        |
| 2017                                   | Премія «Магрітт»                                | Найкращий звук                                    | Віргінія Мессіан, Франко Піскопо       | Номінація                              |                                        |
| 2017                                   | Премія «Магрітт»                                | Найкращий монтаж                                  | Жулі Брента                            | Перемога                               |                                        |